# حسين أوزلمز
حسين أُوزُلْمَزْ (بالتركية: Hüseyin Üzülmez)‏, (ولد: 5 مارس 1957, في قونية, تركيا) سياسي تركي. ونائب سابق في البرلمان التركي في دورته (24) ممثلا عن حزب العدالة والتنمية.